# Defrutum

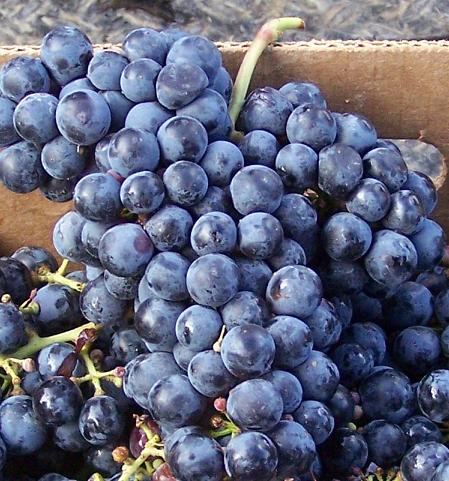
El raïm és l'ingredient principal del defrutum

El defrutum, defructum, caroenum o sapa és un tipus de vi reduït molt emprat en l'època de l'Imperi Romà. Troba el seu equivalent modern en l'arrop valencià.
Era molt habitual coure el vi per obtenir tres varietats: la sapa que es reduïa a dos terços del seu volum (molt popular a l'Emília), el defrutum que es reduïa a la meitat, i el caroenum reduït a un terç. Durant la progressiva caiguda de l'Imperi Romà diversos pobles germànics van anar ocupant i expandint-se pels territoris europeus cap al sud i van mantenir la denominació d'aquesta preparació. Alguns autors com Pal·ladi esmenten l'elaboració del defrutum a partir del most del vi. La consistència del defrutum era densa (molt semblant a l'actual xarop) i el seu ús era fonamentalment culinari. La varietat caroenum era similar a la del defrutum però es feia amb vi, en lloc d'amb most, i pel que fa al gust la diferència principal és que no era tan dolç.

## Usos
Un dels principals usos del defrutum era el culinari i s'afegia a les carns o peixos per a l'elaboració de salses diverses. La seva aparició als llibres i receptes de cuina de l'Imperi Romà és recurrent. Es pot dir que era un dels ingredients capaços de proporcionar un gust dolç als aliments. Era emprat, per exemple, en el garum. Cuinat amb fruites servia per elaborar una salsa molt popular anomenada savor. Era emprat igualment en la preparació de gelats mitjançant l'ús de boles de neu a les quals s'abocava defrutum.

## Elaboració i conservació
L'elaboració es feia en recipients de plom, però avui en dia se sap que l'ús d'aquest metall proporciona una malaltia nerviosa anomenada saturnisme. S'escalfava most fins que es reduïa el seu volum a la meitat o més. Avui en dia es podria coure, per exemple, en una simple olla. Els vapors que deixa anar la seva decocció són densos, és per aquesta raó per la qual s'aconsella fer aquesta operació a l'aire lliure.
El defrutum guardat en un recipient tancat (preferiblement de plom) pot guardar-se durant anys. És per aquesta raó que s'esmenta com un conservant dels aliments de les legions romanes. Com ja hem dit és de fàcil conservació tot i que de vegades s'hi afegia sal per tal de prolongar-la.